# Trio per a piano, WoO. 37 (Beethoven)
El Trio per piano, flauta i fagot en sol major, WoO. 37, és un trio per a piano de Ludwig van Beethoven. Va ser descobert entre els papers de Beethoven després de la seva mort i es creu que el va compondre en la seva joventut; musicalment, mostra la influència de Mozart. La composició va quedar sense publicar fins que el 1888 ho va fer Breitkopf & Härtel. Segons Cooper, Beethoven va compondre l'obra cap el 1786, quan tenia 15 anys. El possible destinatari es creu que era el Comte Friedrich Von Westerholt, un aficionat fagotista; en aquell temps la seva filla, Anna Maria, rebia lliçons de piano de Beethoven.

## Moviments
La composició consta de tres moviments:
1. Allegro
2. Adagio
3. Thema Andante con variazioni

Una execució dura al voltant de 26 minuts.